# Флаг Гавани
Флаг внутригородского муниципального образования муниципальный округ Га́вань в Василеостровском районе города Санкт-Петербурга Российской Федерации — опознавательно-правовой знак, служащий официальным символом муниципального образования.
Флаг утверждён 5 апреля 2007 года и внесён в Государственный геральдический регистр Российской Федерации с присвоением регистрационного номера 3274.

## Описание
«Флаг муниципального образования „Гавань“ представляет собой прямоугольное полотнище с отношением ширины флага к длине — 2:3, воспроизводящее композицию герба муниципального образования „Гавань“ в синем, красном и белом цветах».
Геральдическое описание герба гласит: «В скошенном слева червлёном (красном) и лазоревом (синем, голубом) поле поверх деления — серебряный ключ с бородкой влево, и ушком наподобие трезубца, сопровождённый в червлени обращённым серебряным морским конём, а в лазури возникающей снизу и выходящей слева серебряной стеной, сложенной из камней разной формы, справа отвлечённой и скошенной; на которой — серебряная двухъярусная башня со сводчатой кровлей каждого яруса и шпилем».

## Символика
Символы флага (морской конь, серебряный ключ с ушком наподобие трезубца Нептуна) отражают приморское расположение муниципального округа Гавань и тесную связь его истории с морем. Многие топонимы, географические названия муниципального округа Гавань по сей день связаны с морским делом — площадь Морской славы, Галерная гавань, Шкиперский проток, Гаванская улица, Среднегаванский проспект, улица Беринга, улица Нахимова, Вёсельная улица…
Вскоре после основания Санкт-Петербурга в этом районе были построены земляные укрепления и установлена артиллерийская батарея, прикрывавшая вход в Неву. В начале XVIII века Пётр I, подыскивая особое место для стоянки и причала возрастающего числа галер и иных судов, лично обследовал всё побережье Васильевского острова и выбрал для Галерной гавани место неподалёку от впадения Невы в Финский залив «при речке глухой», позднее названной Шкиперским протоком. В сентябре 1721 года заложена Галерная гавань (отсюда — название местности). Рядом возникло Галерное селение, где были поселены работные люди и матросы гребного флота. В 1740-х годах сооружены Галерная верфь и Гребной (Галерный) порт. В 1808 году Гавань официально вошла в черту города, однако фактически оставалась далёкой окраиной, отделённой от застроенной восточной части острова обширными пустырями. Территория современного муниципального округа в то время была застроена главным образом одноэтажными деревянными домиками. Застройка в Гавани началась в конце XIX—начале XX веков. Тогда здесь были построены первые трёх- пятиэтажные каменные здания. В период блокады Ленинграда 1941—1944 годов все деревянные постройки Гавани были разобраны на дрова. В конце 1940-х годов начата застройка Гавани жилыми домами. В 1970-х годах в районе территории, ранее именовавшейся «Портовое поле» воздвигнуты Морской вокзал и выставочный комплекс «Ленэкспо». До нашего времени на территории муниципального округа Гавань сохранились кроншпицы (Шкиперский проток, 14а и 16) — памятники архитектуры петровского барокко — два небольших караульных павильона со световыми фонарями («маячными огнями») и шпилями, построенными около 1722 года по проекту Доменико Трезини из брёвен на оконечности молов, означая выход в канал Галерной гавани. В 1754 году возобновлены в камне архитектором М. А. Башмаковым с сохранением первоначального облика. В Гребном порту проходили проверку первые русские подводные лодки, а ныне на территории яхт-клуба Военно-Морского Флота красуется музей-памятник — подводная лодка Д-2 «Народоволец», героически сражавшаяся в годы Великой Отечественной войны. В Гавани жил морской министр И. И. де Траверсе. Во входном канале Гавани под руководством видных учёных И. П. де Колонга и А. Н. Крылова проводились работы по девиации корабельных компасов.
Белая стена, сложенная из камней разной формы и белая двухъярусная башня со сводчатой кровлей каждого яруса и шпилем — символ кроншпицев — исторической достопримечательности муниципального округа Гавань, установленных на оконечности молов.
Синий цвет (лазурь) — честность, верность, безупречность. Символ чистого неба и расположение муниципального округа Гавань на побережье Финского залива.
Красный цвет — символизирует любовь, мужество, смелость, великодушие, храбрость, неустрашимость.
Белый цвет (серебро) — чистота помыслов, правдивость, невинность, благородство, откровенность, непорочность, надежда.